# Palinurus elephas
Palinurus elephas of rode langoest is een tienpotigensoort uit de familie van de Palinuridae. De wetenschappelijke naam van de soort is voor het eerst geldig gepubliceerd in 1787 door Fabricius.

## Verspreiding en leefgebied
Ze leven op rotsachtige zeebodems, dieper dan 10 meter, voornamelijk in Zuid-Europa en tot het Kanaal. Het is een van de bekendere kreeftachtigen waarop commercieel wordt gevist.